# Режим річок
Режи́м річо́к або гідрологічний режим — закономірна зміна стану річок з часом, яка залежить в першу чергу від кліматичних умов. Проявляється у вигляді коливань рівнів і витрат води.
Кількість води в річках змінюється за багаторіччя (багаторічний гідрологічний режим) і за сезонами (внутрішньорічний гідрологічний режим).
Найвищий рівень води в річці буває щороку в певний час, його називають повінню. Вона настає після танення льоду та снігу в горах влітку, а для річок на території України — весною (весняна повінь), внаслідок танення снігового покриву, що утворився взимку.
Найнижчий рівень води в річці — межень, коли значно зменшується атмосферне живлення. Для більшості річок України характерними є літньо-осіння та зимова межені.
Паводки — раптові підйоми рівня води внаслідок випадання значної кількості атмосферних опадів (дощові паводки).
На річках, що протікають по території, де відбувається зміна пір року, взимку спостерігається льодостав — період нерухомого льоду на річках, а на весні льодохід.